# ディアプラス
『ディアプラス』 (Dear+) は、新書館から発行されている月刊漫画雑誌。また、同出版社から発行されている『小説ディアプラス』、『シェリプラス』についてもここで記述する。

## 概要
主に、ボーイズラブ作品が描かれている。1997年に季刊誌として創刊。その後、隔月刊となった。2003年から月刊になり、現在は毎月14日に発売されている。2009年に『生徒会長に忠告』、2012年に『タイトロープ』がOVA化され、2024年に『タカラのびいどろ』が実写ドラマ化された。

## 主な執筆陣
- 藍川さとる
- 池田乾
- 影木栄貴
- えみこ山
- カトリーヌあやこ
- 志水ゆき
- 蔵王大志
- 佐久間智代
- 高橋ゆう
- 宝井理人
- 那州雪絵
- 夏目イサク
- 西田東
- 吹山りこ
- 前田とも
- 松本花
- 真山ジュン
- 三池ろむこ
- 南野ましろ
- 門地かおり
- やまかみ梨由
- 柚木南保
- 依田沙江美

## 小説ディアプラス
小説ディアプラス（しょうせつディアプラス）は小説誌。季刊誌で3・6・9・12月の20日頃発売。創刊された1998年より『ディアプラス』の増刊として2009年ナツ号まで刊行、その後に『小説Wings』の増刊として2009年アキ号より2019年アキ号まで刊行、2019年フユ号より独立創刊という変遷を経ている。2024年ハル号にて休刊した。
ボーイズラブ小説が書かれている。挿絵は主に『ディアプラス』に描いている漫画家が担当している。2020年に当誌連載の『イエスかノーか半分か』が劇場アニメ化されている。

### 主な執筆陣
- 五百香ノエル
- 一穂ミチ
- 桜木知沙子
- 菅野彰
- 砂原糖子
- 前田栄

## シェリプラス
シェリプラス（Chéri+）は漫画雑誌。当初は年3回刊で1・5・9月、vol.7からvo.20まで季刊で1・4・7・10月、2016年9月号から隔月刊として、いずれも30日頃発売。創刊された2011年より『ディアプラス』の増刊としてvo.20まで刊行、2016年9月号より独立創刊という変遷を経ている。
主にボーイズラブ作品を掲載している。2019年～2020年に当誌連載の『ギヴン』がテレビ・劇場アニメ化、2021年に実写ドラマ化している他、2022年に『飴色パラドックス』が実写ドラマ化された。

### 主な執筆陣
- 扇ゆずは
- おげれつたなか
- 佳門サエコ
- キヅナツキ
- スカーレット・ベリ子
- 直野儚羅
- 夏目イサク
- ナツメカズキ
- 七瀬
- 楢崎ねねこ
- 新田祐克
- 橋本あおい
- 日ノ原巡
- 富士山ひょうた
- 斑目ヒロ

## Webラジオ
BAR Dear＋
ディアプラス20周年を記念したラジオ番組。超!A&G+にて2017年6月6日から8月29日まで毎週火曜日 27:00 - 27:30 に放送していた。パーソナリティは増田俊樹、中島ヨシキ。